# Primetime Emmy Award per il migliore attore protagonista in una miniserie o film
Il Primetime Emmy Awards per il migliore attore protagonista in una miniserie o film (Primetime Emmy Award for Outstanding Lead Actor in a Limited or Anthology Series or Movie) è un premio annuale consegnato nell'ambito del Primetime Emmy Awards dal 1955 all'attore protagonista di una serie televisiva che rientri nella definizione di miniserie secondo gli standard stabiliti dall'Academy of Television Arts & Sciences, ovvero una serie composta da almeno due puntate con una durata minima di 150 minuti che narri una storia completa che si concluda in una singola stagione dell'anno in corso. Il premio comprende gli attori di film televisivi trasmessi in prima serata.

## Vincitori e candidati
I vincitori sono indicati in grassetto, a seguire gli altri candidati.

### Anni 1950
- 1955

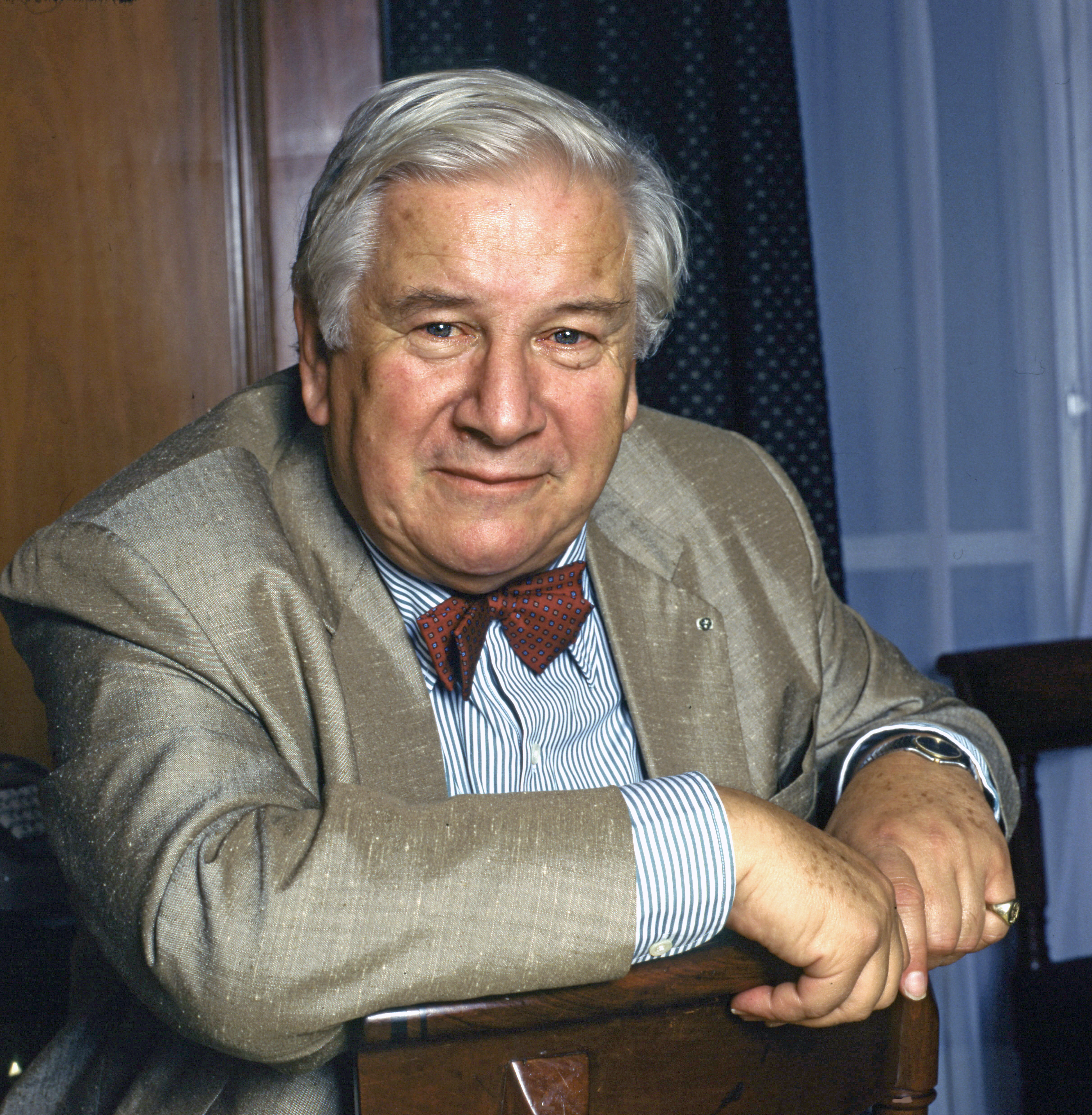
Peter Ustinov ha ricevuto 3 premi in questa categoria.

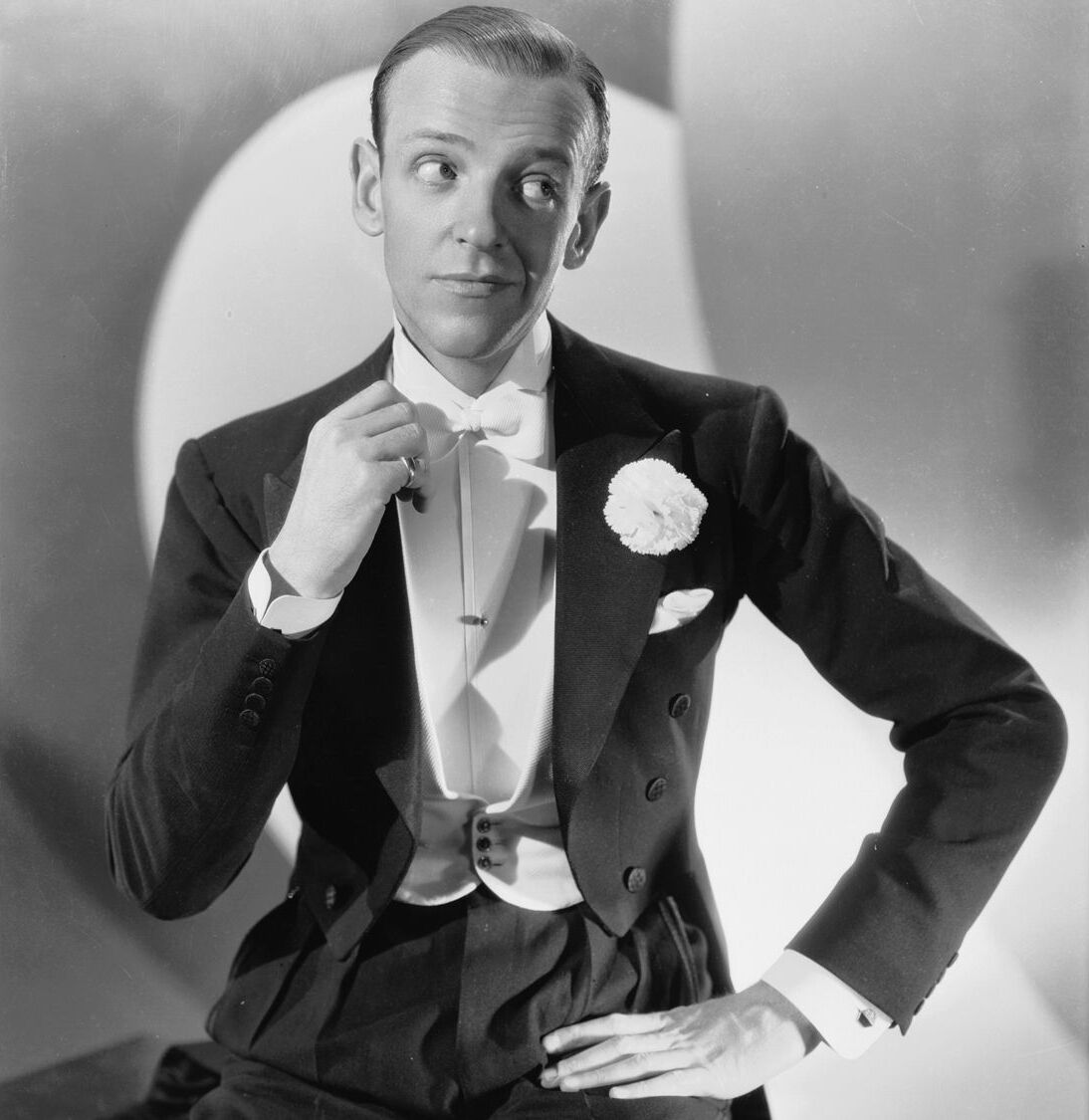
Fred Astaire ha ricevuto 2 premi in questa categoria: nel 1959 e nel 1978.

  - Robert Cummings - Studio One episodio Twelve Angry Men
  - Frank Lovejoy - Lux Video Theatre episodio La morte paga doppio
  - Fredric March - The Best of Broadway  episodio The Royal Family e Shower of Stars episodio A Christmas Carol
  - Thomas Mitchell - The Ford Television Theatre episodio The Good of His Soul
  - David Niven - Four Star Playhouse episodio The Answer
- 1956
  - Lloyd Nolan - Ford Star Jubilee episodio The Caine Mutiny Court-Martial
  - Ralph Bellamy - The United States Steel Hour episodio The Fearful Decision
  - José Ferrer - Producers' Showcase episodio Cyrano de Bergerac
  - Everett Sloane - Kraft Television Theatre episodio Patterns
  - Barry Sullivan - Ford Star Jubilee episodio The Caine Mutiny Court-Martial
- 1957
  - Jack Palance - Playhouse 90 episodio Requiem for a Heavyweight
  - Lloyd Bridges - The Alcoa Hour episodio Tragedy in a Temporary Town
  - Fredric March - Producers' Showcase episodio Dodsworth
  - Sal Mineo - Studio One episodio Dino
  - Red Skelton - Playhouse 90 episodio The Big Slide
- 1958
  - Peter Ustinov - Omnibus episodio The Life of Samuel Johnson
  - Lee J. Cobb - Studio One episodio No Deadly Medicine
  - Mickey Rooney - Playhouse 90 episodio The Comedian
  - David Wayne - Suspicion episodio Heartbeat
  - Ed Wynn - On Borrowed Time
- 1959
  - Fred Astaire - An Evening with Fred Astaire
  - Robert L. Crawford, Jr. - Playhouse 90 episodio Child of Our Time
  - Paul Muni - Playhouse 90 episodio Last Clear Chance
  - Christopher Plummer - Hallmark Hall of Fame episodio Little Moon of Alban
  - Mickey Rooney - Alcoa Theatre episodio Eddie
  - Rod Steiger - Playhouse 90 episodio 'A Town Has Turned to Dust

### Anni 1960
- 1960

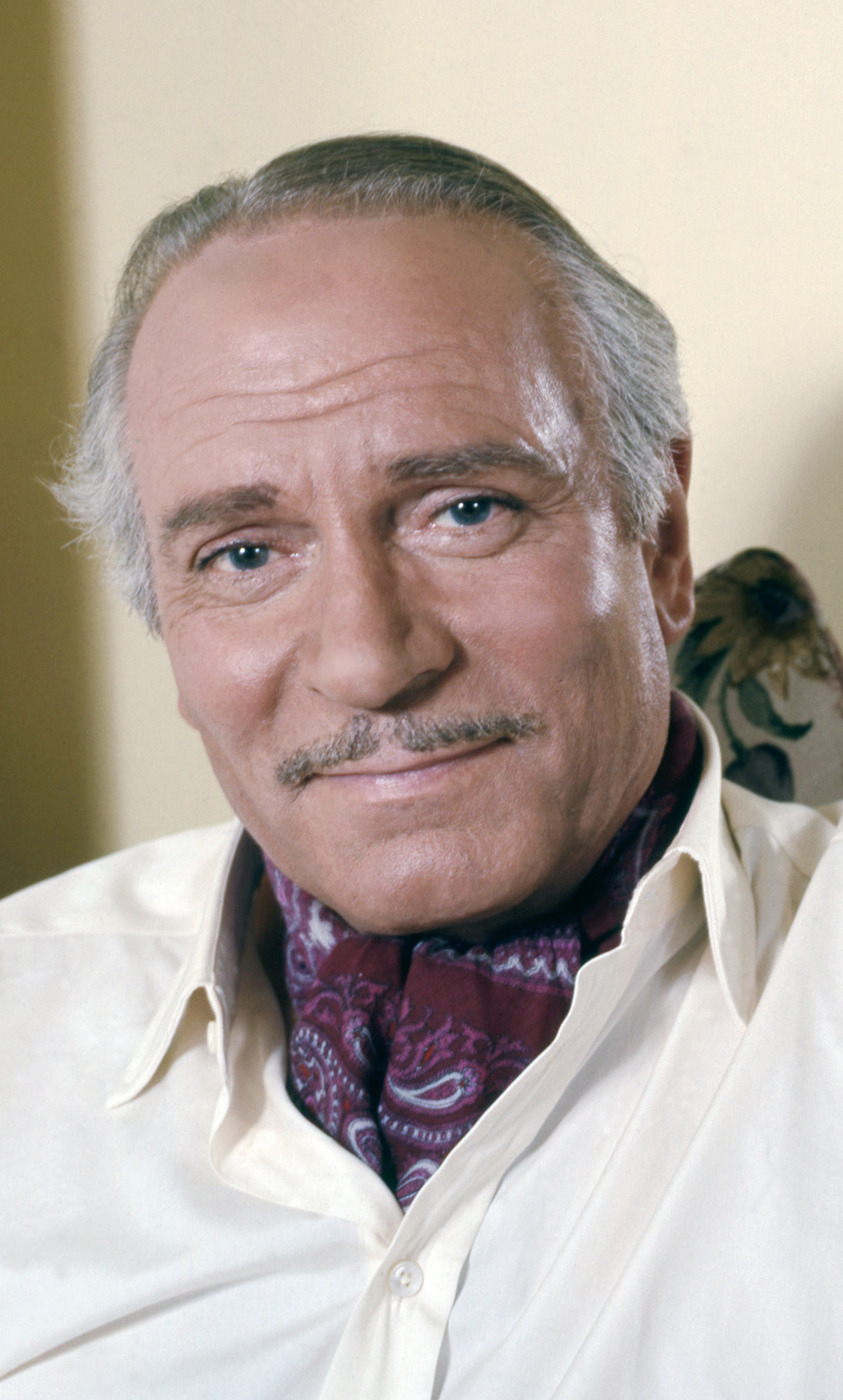
Laurence Olivier detiene il record di vittorie con 4 premi. In totale è stato candidato in questa categoria 6 volte.

  - Laurence Olivier - The Moon and Sixpence
  - Lee J. Cobb - Playhouse 90 episodio Project Immortality
  - Alec Guinness - Startime episodio The Wicked Scheme of Jebal Deeks
- 1961
  - Maurice Evans - Hallmark Hall of Fame episodio Macbeth
  - Cliff Robertson - The United States Steel Hour episodio The Two Worlds of Charlie Gordon
  - Ed Wynn - Westinghouse Desilu Playhouse episodio The Man in the Funny Suit
- 1962
  - Peter Falk - The Dick Powell Show episodio The Price of Tomatoes
  - Milton Berle - The Dick Powell Show episodio Doyle Against the House
  - James Donald - Hallmark Hall of Fame episodio Victoria Regina
  - Lee Marvin - Alcoa Premiere episodio People Need People
  - Mickey Rooney - The Dick Powell Show episodio Somebody's Waiting
- 1963
  - Trevor Howard - Hallmark Hall of Fame episodio Invincible Mr. Disraeli
  - Bradford Dillman - Alcoa Premiere episodio The Voice of Charlie Pont
  - Don Gordon - La parola alla difesa (The Defenders)  episodio The Madman
  - Walter Matthau - The DuPont Show of the Week episodio Big Deal in Laredo
  - Joseph Schildkraut - Sam Benedict episodio Hear the Mellow Wedding Bell
- 1964
  - Jack Klugman - La parola alla difesa (The Defenders)  episodio Blacklist
  - James Earl Jones - Assistente sociale (East Side/West Side) episodio Who Do You Kill?
  - Roddy McDowall - Sotto accusa (Arrest and Trial) episodio Journey Into Darkness
  - Jason Robards - Hallmark Hall of Fame episodio Abe Lincoln in Illinois
  - Rod Steiger - Polvere di stelle (Bob Hope Presents the Chrysler Theatre) episodio A Slow Fade to Black
  - Harold J. Stone - The Nurses episodio Nurse Is a Feminine Noun
- 1965
  - Alfred Lunt - Hallmark Hall of Fame episodio The Magnificent Yankee
- 1966
  - Cliff Robertson - Polvere di stelle (Bob Hope Presents the Chrysler Theatre) episodio The Game
  - Ed Begley - Hallmark Hall of Fame episodio Inherit the Wind
  - Melvyn Douglas - Hallmark Hall of Fame episodio Inherit the Wind
  - Trevor Howard - Hallmark Hall of Fame episodio Eagle in a Cage
  - Christopher Plummer - Hamlet at Elsinore
- 1967
  - Peter Ustinov - Hallmark Hall of Fame episodio Barefoot in Athens
  - Alan Arkin - ABC Stage 67 episodio The Love Song of Barney Kempinski
  - Lee J. Cobb - Death of a Salesman
  - Ivan Dixon - CBS Playhouse episodio The Final War of Olly Winter
  - Hal Holbrook - Mark Twain Tonight!
- 1968
  - Melvyn Douglas - CBS Playhouse episodio Do Not Go Gentle Into That Good Night
  - Raymond Burr - Ironside episodio Pilot
  - Van Heflin - A Case of Libel
  - George C. Scott - The Crucible
  - Eli Wallach - CBS Playhouse episodio Dear Friends
- 1969
  - Paul Scofield - Prudiential's On Stage episodio Male of the Species
  - Bill Travers - Hallmark Hall of Fame episodio The Admirable Crichton
  - Ossie Davis - Hallmark Hall of Fame episodio Teacher, Teacher
  - David McCallum - Hallmark Hall of Fame episodio Teacher, Teacher

### Anni 1970
- 1970
  - Peter Ustinov - A Storm in Summer
  - Al Freeman jr. - My Sweet Charlie

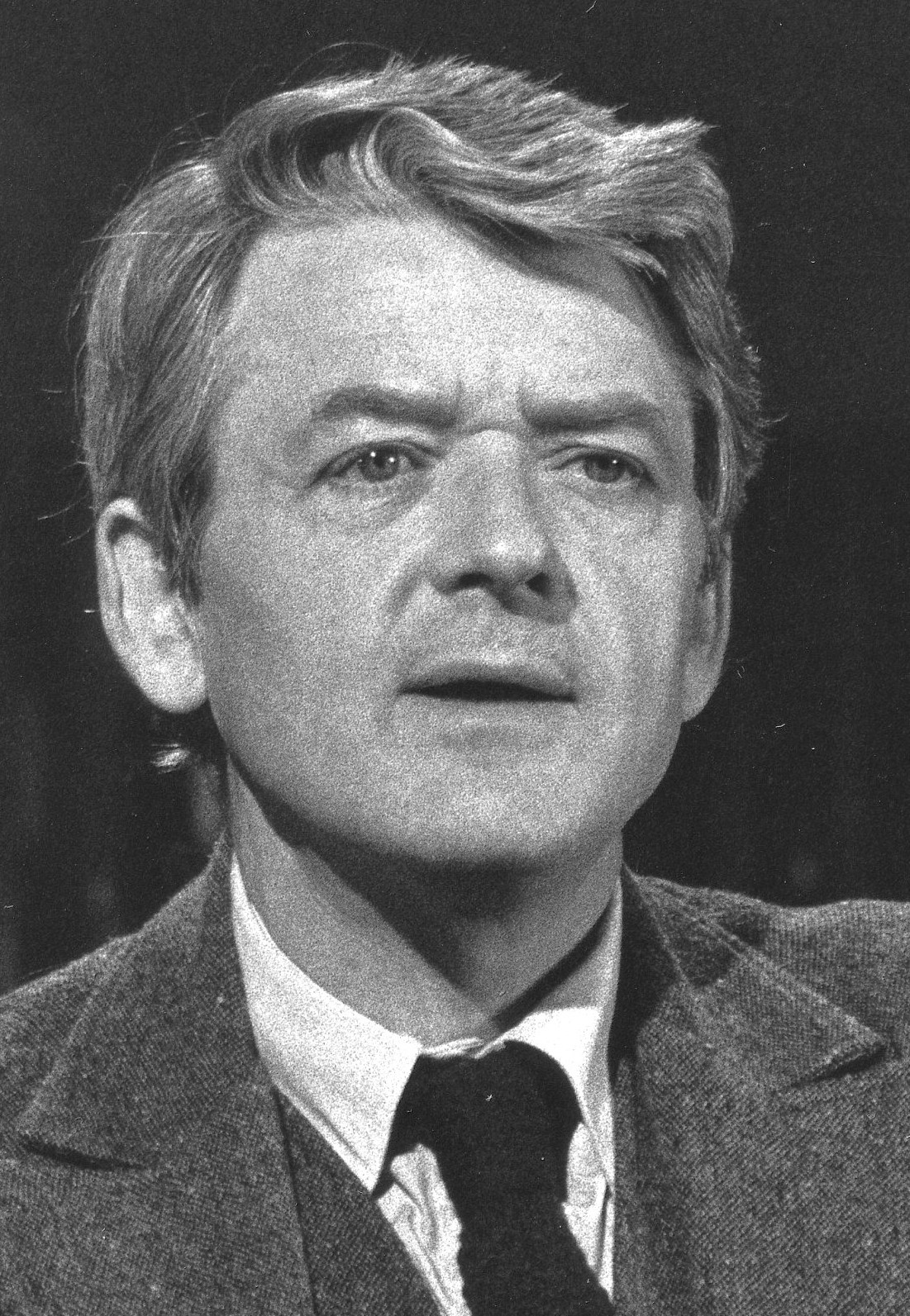
Hal Holbrook, vincitore nel 1974 e nel 1976, ha ricevuto 7 candidature in questa categoria.

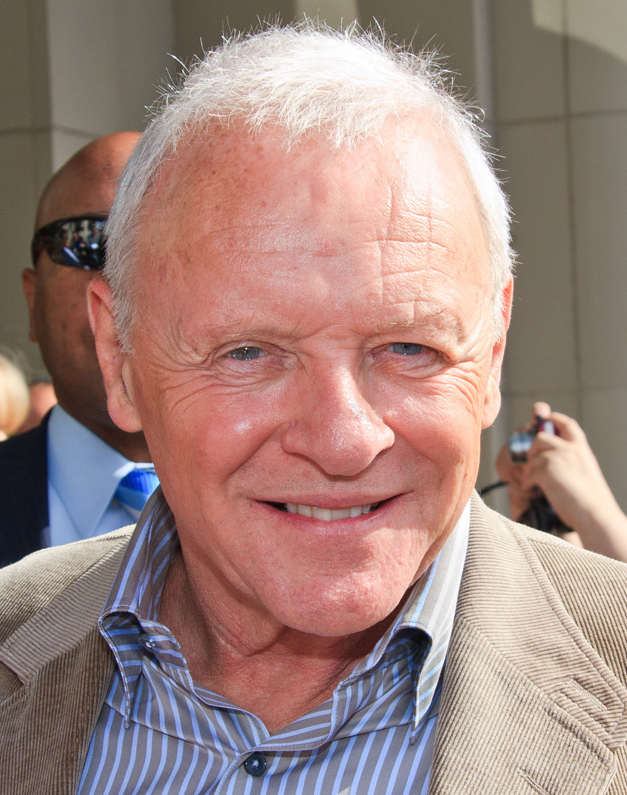
Anthony Hopkins ha ricevuto 2 premi in questa categoria.

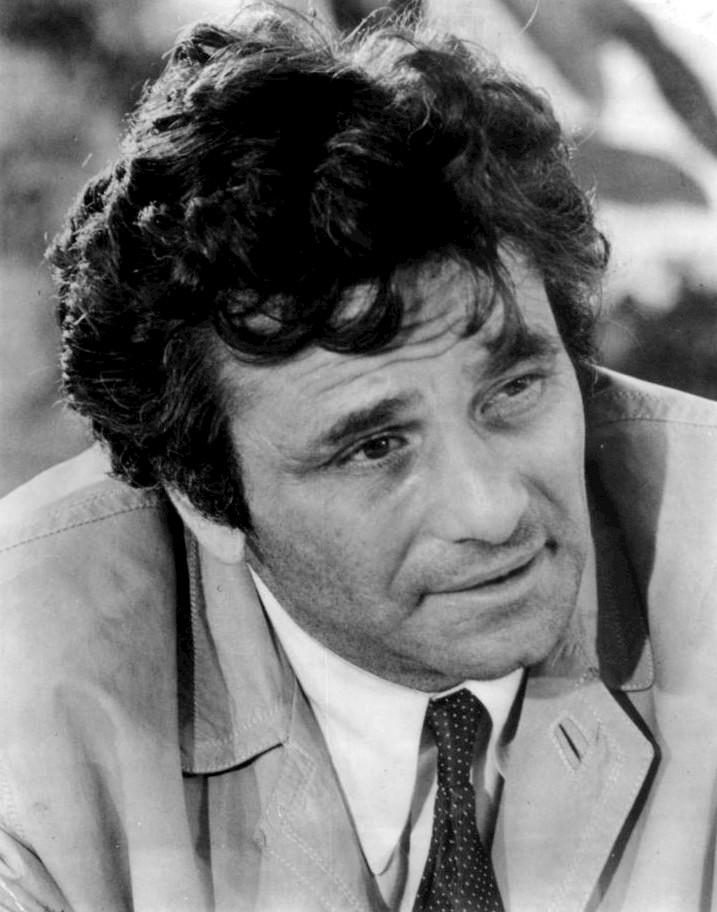
Peter Falk ha ricevuto 2 premi in questa categoria.

  - Laurence Olivier - David Copperfield
- 1971
  - George C. Scott - The Price
  - Jack Cassidy - The Andersonville Trial
  - Hal Holbrook - The Bold Ones - The Senator
  - Richard Widmark - Vanished
  - Gig Young - The Neon Ceiling
- 1972
  - Keith Michell - Le sei mogli di Enrico VIII (The Six Wives of Henry VIII)
  - James Caan - La canzone di Brian (Brian's Song)
  - Richard Harris - The Snow Goose
  - George C. Scott - Jane Eyre nel castello dei Rochester (Jane Eyre)
  - Billy Dee Williams - La canzone di Brian (Brian's Song)
- 1973
  - Migliore interpretazione singola
    - Laurence Olivier - Long Day's Journey into Night
    - Henry Fonda - The Red Pony
    - Hal Holbrook - That Certain Summer
    - Telly Savalas - Kojak episodio The Marcus-Nelson Murders

  - Migliore interpretazione in una serie
    - Anthony Murphy - Tom Brown's Schooldays
    - John Abineri - The Last of the Mohicans
    - Philippe Leroy - La vita di Leonardo da Vinci
- 1974
  - Migliore interpretazione in un film drammatico per la televisione
    - Hal Holbrook - Pueblo
    - Alan Alda - 6 Rms Riv Vu
    - Laurence Olivier - The Merchant of Venice
    - Martin Sheen - The Execution of Private Slovik
    - Dick Van Dyke - The Morning After

  - Miglior attore protagonista in una serie limitata
    - William Holden - Los Angeles quinto distretto di polizia (The Blue Knight)
    - Peter Falk - Colombo (Columbo)
    - Dennis Weaver - Uno sceriffo a New York (McCloud)
- 1975
  - Migliore interpretazione in un film drammatico o commedia
    - Laurence Olivier - Amore tra le rovine (Love Among the Ruins)
    - Richard Chamberlain - Il conte di Montecristo (The Count of Monte-Cristo)
    - William Devane - I missili di ottobre (The Missiles of October)
    - Charles Durning - Queen of the Stardust Ballroom
    - Henry Fonda - Clarence Darrow

  - Miglior attore protagonista in una serie limitata
    - Peter Falk - Colombo (Columbo)
    - Dennis Weaver - Uno sceriffo a New York (McCloud)
- 1976
  - Migliore interpretazione in un film drammatico o commedia
    - Anthony Hopkins - Il caso Lindbergh (The Lindbergh Kidnapping Case)
    - William Devane - Processo alla paura (Fear on Trial)
    - Edward Herrmann - Eleanor and Franklin
    - Jack Lemmon - The Entertainer
    - Jason Robards - Una luna per i bastardi (A Moon for the Misbegotten)

  - Miglior attore protagonista in una serie limitata
    - Hal Holbrook - Sandburg's Lincoln
    - George Grizzard - The Adams Chronicles
    - Nick Nolte - Il ricco e il povero (Rich Man, Poor Man)
    - Peter Strauss - Il ricco e il povero (Rich Man, Poor Man)
- 1977
  - Migliore interpretazione in un film drammatico o commedia
    - Ed Flanders - Harry S. Truman: Plain Speaking
    - Peter Boyle - Tail Gunner Joe
    - Peter Finch - I leoni della guerra (Raid on Entebbe)
    - Edward Herrmann - Eleanor and Franklin: The White House Years
    - George C. Scott - Bella e la bestia (Beauty and the Beast)

  - Miglior attore protagonista in una serie limitata
    - Christopher Plummer - I boss del dollaro (The Moneychangers)
    - Stanley Baker - How Green Was My Valley
    - Richard Jordan - Capitani e Re (Captains and the Kings)
    - Steven Keats - Settima strada (Seventh Avenue)
- 1978
  - Migliore interpretazione in un film drammatico o commedia
    - Fred Astaire - A Family Upside Down
    - Alan Alda - Kill Me If You Can
    - Hal Holbrook - Our Town
    - Martin Sheen - Taxi!!!
    - James Stacy - Just a Little Inconvenience

  - Miglior attore protagonista in una serie limitata
    - Michael Moriarty - Olocausto (Holocaust)
    - Hal Holbrook - The Awakening Land
    - Jason Robards - Washington: Behind Closed Doors
    - Fritz Weaver - Olocausto (Holocaust)
    - Paul Winfield - King
- 1979
  - Peter Strauss - La corsa di Jericho (The Jericho Mile)
  - Ned Beatty - Fuoco di sbarramento (Friendly Fire)
  - Louis Gossett Jr. - Backstairs at the White House
  - Kurt Russell - Elvis, il re del rock (Elvis)

### Anni 1980
- 1980

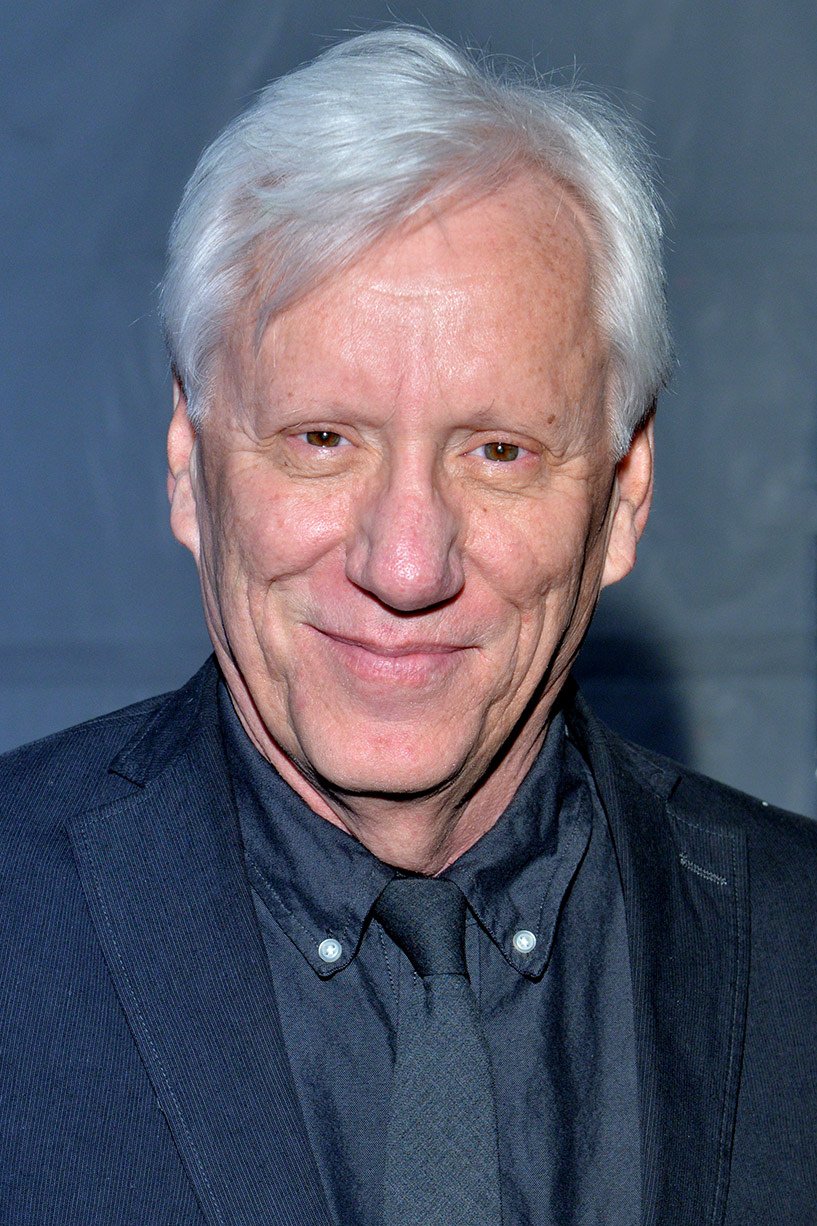
James Woods ha ricevuto 2 premi in questa categoria.

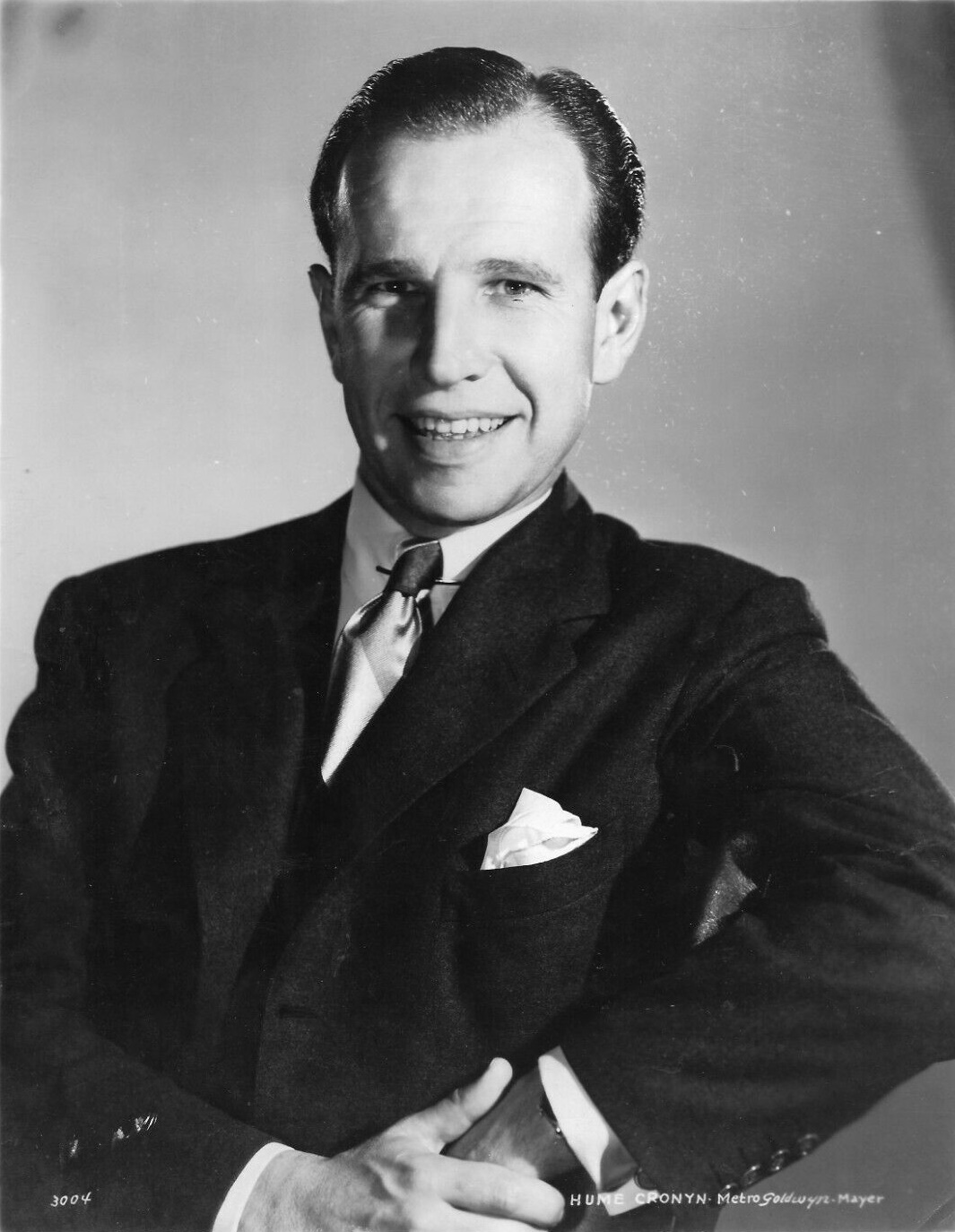
Hume Cronyn ha ricevuto 2 premi in questa categoria.

  - Powers Boothe - La tragedia della Guyana (Guyana Tragedy: The Story of Jim Jones)
  - Tony Curtis - La guerra di Rossella O'Hara (The Scarlett O'Hara War)
  - Henry Fonda - L'ultimo degli indifesi (Gideon's Trumpet)
  - Jason Robards - F.D.R.: The Last Year
- 1981
  - Anthony Hopkins - Bunker (The Bunker)
  - Richard Chamberlain - Shōgun
  - Toshiro Mifune - Shōgun
  - Peter O'Toole - Masada
  - Peter Strauss - Masada
- 1982
  - Mickey Rooney - Bill
  - Anthony Andrews - Ritorno a Brideshead (Brideshead Revisited)
  - Philip Anglim - The Elephant Man
  - Anthony Hopkins - Il gobbo di Notre Dame (The Hunchback of Notre Dame)
  - Jeremy Irons - Ritorno a Brideshead (Brideshead Revisited)
- 1983
  - Tommy Lee Jones - La ballata della sedia elettrica (The Executioner's Song)
  - Robert Blake - All'ultimo sangue (Blood Feud)
  - Richard Chamberlain - Uccelli di rovo (The Thorn Birds)
  - Alec Guinness - Tutti gli uomini di Smiley (Smiley's People)
  - Roger Rees - The Life and Adventures of Nicholas Nickleby
- 1984
  - Laurence Olivier - Re Lear (King Lear)
  - Ted Danson - Quelle strane voci su Amelia (Something About Amelia)
  - Louis Gossett Jr. - Sadat
  - Mickey Rooney - Bill: On His Own
  - Daniel J. Travanti - Adam
- 1985
  - Richard Crenna - La lunga notte di Richard Beck (The Rape of Richard Beck)
  - Richard Chamberlain - Wallenberg (Wallenberg: A Hero's Story)
  - James Garner - Heartsounds
  - Richard Kiley - Non entrate dolcemente nella notte (Do You Remember Love)
  - George C. Scott - Una favola fantastica (A Christmas Carol)
- 1986
  - Dustin Hoffman - Morte di un commesso viaggiatore (Death of a Salesman)
  - Kirk Douglas - Amos
  - Ben Gazzara - Una gelata precoce (An Early Frost)
  - John Lithgow - Resting Place
  - Aidan Quinn - Una gelata precoce (An Early Frost)
- 1987
  - James Woods - La promessa (Promise)
  - Alan Arkin - Fuga da Sobibor (Escape from Sobibor)
  - James Garner - La promessa (Promise)
  - Louis Gossett Jr. - Tutti colpevoli (A Gathering of Old Men)
  - Randy Quaid - LBJ: The Early Years
- 1988
  - Jason Robards - 1925 - Processo alla scimmia (Inherit the Wind)
  - Hume Cronyn - Foxfire
  - Danny Glover - Mandela
  - Stacy Keach - Hemingway
  - Jack Lemmon - Assassinio di Mary Phagan (The Murder of Mary Phagan)
- 1989
  - James Woods - Un cuore per cambiare (My Name Is Bill W.)
  - Robert Duvall - Colomba solitaria (Lonesome Dove)
  - John Gielgud - Ricordi di guerra (War and Remembrance)
  - Tommy Lee Jones - Colomba solitaria (Lonesome Dove)
  - Ben Kingsley - Murderers Among Us - The Simon Wiesenthal Story

### Anni 1990
- 1990
  - Hume Cronyn - Age-Old Friends
  - Michael Caine - Jekyll & Hyde
  - Art Carney - Where Pigeons Go to Die
  - Albert Finney - Verità nascoste (The Image)
  - Tom Hulce - Murder in Mississippi
- 1991
  - John Gielgud - Summer's Lease
  - James Garner - Decoration Day
  - Dennis Hopper - Il cuore nero di Paris Trout (Paris Trout)
  - Sidney Poitier - Separate but Equal
  - Christopher Walken - La lunga strada verso la felicità (Sarah, Plain and Tall)
- 1992
  - Beau Bridges - A bruciapelo - La vita di James Brady (Without Warning: The James Brady Story)
  - Rubén Blades - Crazy from the Heart
  - Hume Cronyn - Christmas on Division Street
  - Brian Dennehy - Caccia all'assassino (To Catch a Killer)
  - Maximilian Schell - Rose White (Miss Rose White)
- 1993
  - Robert Morse - Tru
  - Robert Blake - Judgment Day: The John List Story
  - Robert Duvall - Stalin
  - James Garner - Barbarians at the Gate
  - James Woods - Citizen Cohn
- 1994
  - Hume Cronyn - To Dance with the White Dog
  - Michael Caine - World War II: When Lions Roared
  - James Garner - Breathing Lessons
  - Matthew Modine - Guerra al virus (And the Band Played On)
  - Sam Waterston - Io volerò via (I'll Fly Away)
- 1995
  - Raul Julia - Il fuoco della resistenza - La vera storia di Chico Mendes (The Burning Season: The Chico Mendes Story)
  - Charles S. Dutton - The Piano Lesson
  - John Goodman - Kingfish: A Story of Huey P. Long
  - John Lithgow - My Brother's Keeper
  - James Woods - L'asilo maledetto (Indictment: The McMartin Trial)
- 1996
  - Alan Rickman - Rasputin - Il demone nero (Rasputin: Dark Servant of Destiny)
  - Alec Baldwin - Un tram che si chiama Desiderio (A Streetcar Named Desire)
  - Beau Bridges - Kissinger and Nixon
  - Laurence Fishburne - I ragazzi di Tuskegee (The Tuskegee Airmn)
  - Gary Sinise - Truman
- 1997
  - Armand Assante - Gotti
  - Beau Bridges - L'orgoglio di un padre (Hidden in America)
  - Robert Duvall - L'uomo che catturò Eichmann (The Man Who Captured Eichmann)
  - Laurence Fishburne - Il colore del sangue (Miss Evers' Boys)
  - Sidney Poitier - Mandela and de Klerk
- 1998
  - Gary Sinise - George Wallace
  - Jack Lemmon - La parola ai giurati (12 Angry Men)
  - Sam Neill - Merlino (Merlin)
  - Ving Rhames - Don King - Una storia tutta americana (Don King: Only in America)
  - Patrick Stewart - Moby Dick
- 1999
  - Stanley Tucci - Winchell
  - Don Cheadle - A Lesson Before Dying
  - Ian Holm - King Lear
  - Jack Lemmon - Inherit the Wind
  - Sam Shepard - Dash and Lilly

### Anni 2000
- 2000

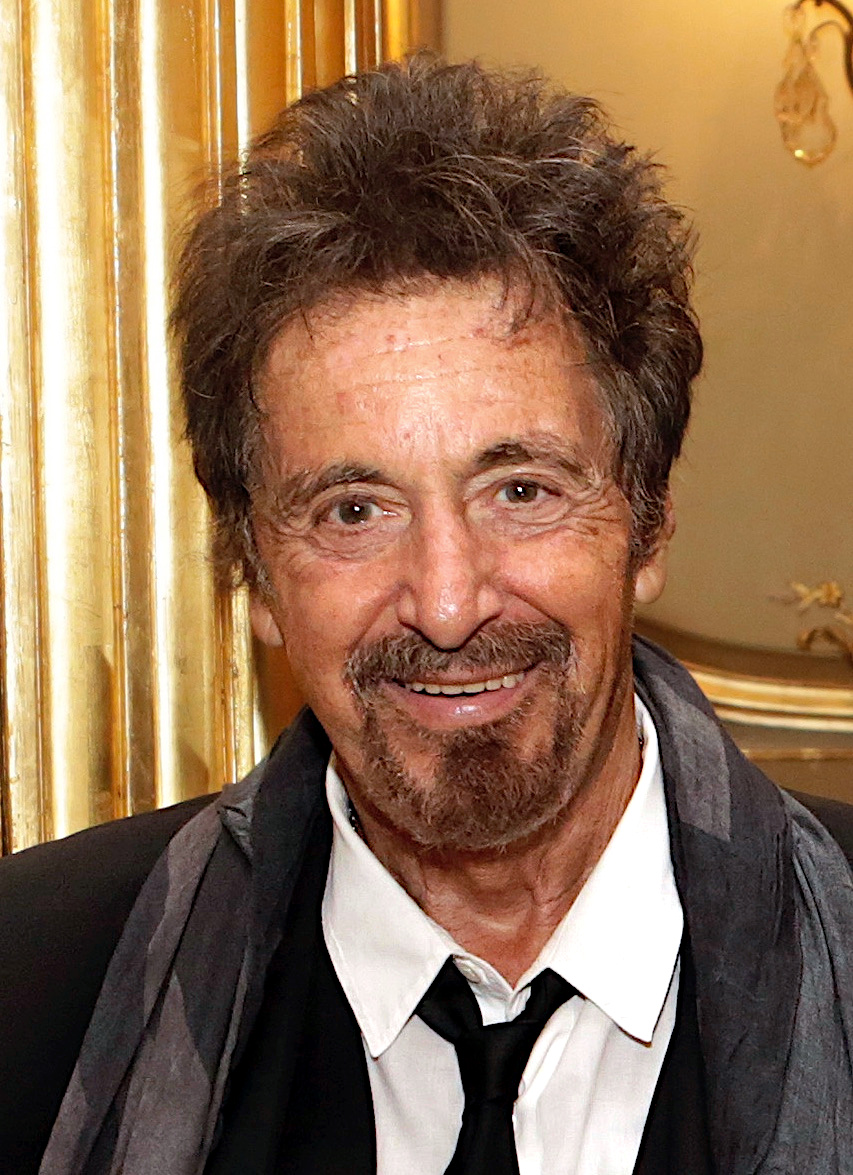
Al Pacino ha ricevuto 2 premi in questa categoria.

  - Jack Lemmon - I martedì da Morrie (Tuesdays with Morrie)
  - Beau Bridges - P. T. Barnum
  - Brian Dennehy - Death of a Salesman
  - William H. Macy - A Slight Case of Murder
  - Liev Schreiber - RKO 281 - La vera storia di Quarto potere (RKO 281)
- 2001
  - Kenneth Branagh - Conspiracy - Soluzione finale (Conspiracy)
  - Andy García - The Arturo Sandoval Story (For Love or Country: The Arturo Sandoval Story)
  - Gregory Hines - Bojangles
  - Ben Kingsley - La storia di Anna Frank (Anne Frank: The Whole Story)
  - Barry Pepper - 61*
- 2002
  - Albert Finney - Guerra imminente (The Gathering Storm)
  - Kenneth Branagh - Shackleton
  - Beau Bridges - We Were the Mulvaneys
  - James Franco - James Dean - La storia vera (James Dean)
  - Michael Gambon - Path to War - L'altro Vietnam (Path to War)
- 2003
  - William H. Macy - Porta a porta (Door to Door)
  - Brad Garrett - Gleason
  - Paul Newman - Our Town
  - Tom Wilkinson - Normal
  - James Woods - Rudy - The Rudy Giuliani Story
- 2004
  - Al Pacino - Angels in America
  - Antonio Banderas - Pancho Villa - La leggenda (And Starring Pancho Villa as Himself)
  - James Brolin - The Reagans
  - Mos Def - Medici per la vita (Something the Lord Made)
  - Alan Rickman - Medici per la vita (Something the Lord Made)
- 2005
  - Geoffrey Rush - Tu chiamami Peter (The Life and Death of Peter Sellers)
  - Kenneth Branagh - Franklin D. Roosevelt. Un uomo, un presidente (Warm Springs)
  - Ed Harris - Empire Falls - Le cascate del cuore (Empire Falls)
  - William H. Macy - The Wool Cap - Il berretto di lana (The Wool Cap)
  - Jonathan Rhys Meyers - Elvis
- 2006
  - Andre Braugher - Thief - Il professionista (Thief)
  - Charles Dance - Bleak House
  - Ben Kingsley - Mrs. Harris
  - Donald Sutherland - Human Trafficking - Le schiave del sesso (Human Trafficking)
  - Jon Voight - Giovanni Paolo II (Pope John Paul II)
- 2007
  - Robert Duvall - Broken Trail - Un viaggio pericoloso (Broken Trail)
  - Jim Broadbent - Longford
  - William H. Macy - Incubi e deliri (Nightmares and Dreamscapes: From the Stories of Stephen King)
  - Matthew Perry - The Ron Clark Story
  - Tom Selleck - Sea Change - Delitto perfetto (Jesse Stone: Sea Change)
- 2008
  - Paul Giamatti - John Adams
  - Ralph Fiennes - Bernard & Doris - Complici amici (Bernard and Doris)
  - Ricky Gervais - Extras
  - Kevin Spacey - Recount
  - Tom Wilkinson - Recount
- 2009
  - Brendan Gleeson - Into the Storm - La guerra di Churchill (Into the Storm)
  - Kevin Bacon - Taking Chance - Il ritorno di un eroe (Taking Chance)
  - Kenneth Branagh - Il commissario Wallander (Wallander)
  - Kevin Kline - Cyrano de Bergerac
  - Ian McKellen - King Lear
  - Kiefer Sutherland - 24: Redemption

### Anni 2010
- 2010[1]

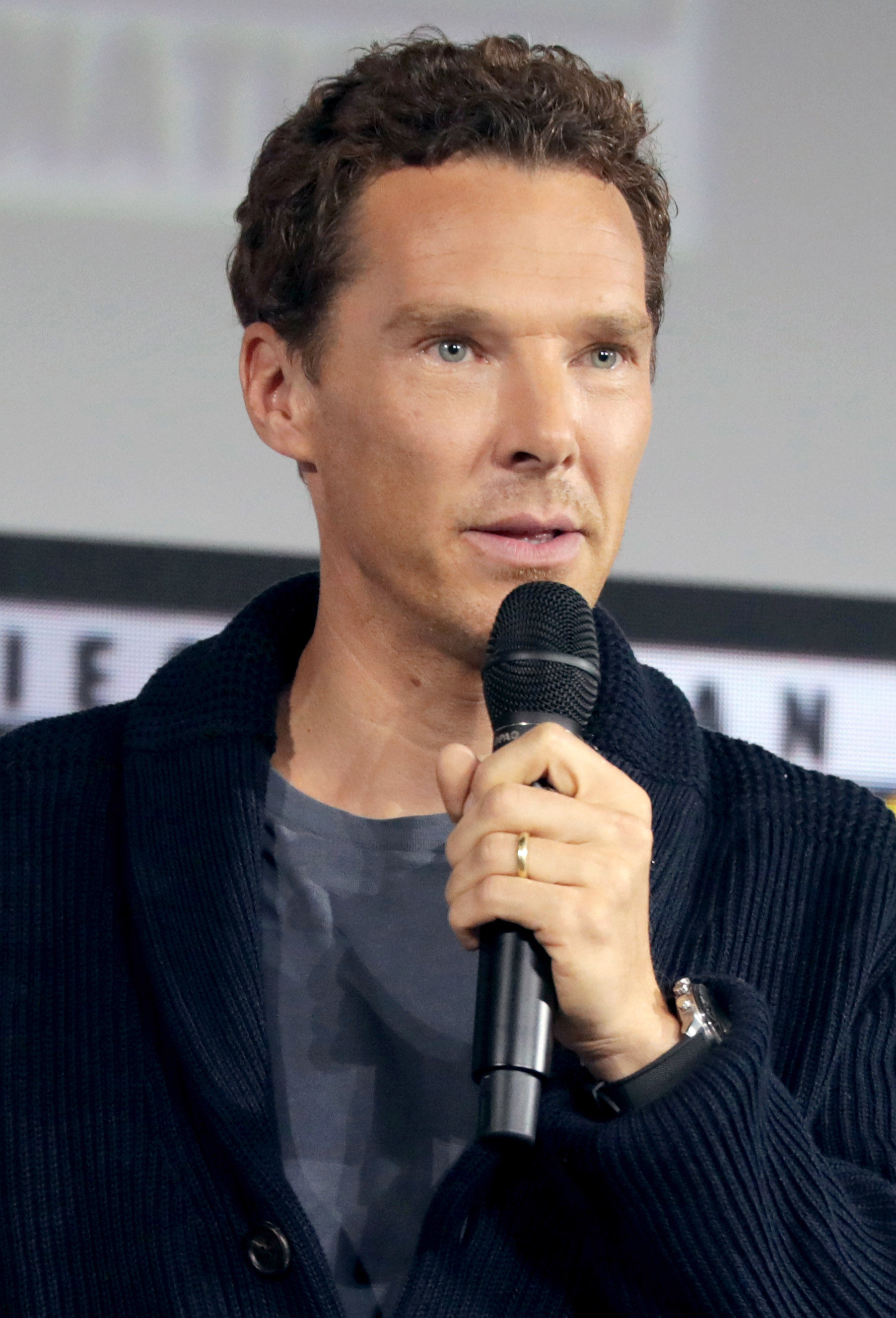
Benedict Cumberbatch, vincitore nel 2014, ha ricevuto un totale di 6 candidature in questa categoria.

  - Al Pacino - You Don't Know Jack - Il dottor morte (You Don't Know Jack)
  - Jeff Bridges - Pet Therapy - Un cane per amico (A Dog Year)
  - Ian McKellen - The Prisoner
  - Dennis Quaid - I due presidenti (The Special Relationship)
  - Michael Sheen - I due presidenti (The Special Relationship)
- 2011[2]
  - Barry Pepper - The Kennedys
  - Idris Elba - Luther
  - Laurence Fishburne - Thurgood
  - William Hurt - Too Big to Fail - Il crollo dei giganti (Too Big to Fail)
  - Greg Kinnear - The Kennedys
  - Édgar Ramírez - Carlos
- 2012[3]
  - Kevin Costner - Hatfields & McCoys
  - Benedict Cumberbatch - Sherlock
  - Idris Elba - Luther
  - Woody Harrelson - Game Change
  - Clive Owen - Hemingway & Gellhorn
  - Bill Paxton - Hatfields & McCoys
- 2013[4][5]
  - Michael Douglas - Dietro i candelabri (Behind the Candelabra)
  - Benedict Cumberbatch - Parade's End
  - Matt Damon - Dietro i candelabri (Behind the Candelabra)
  - Toby Jones - The Girl - La diva di Hitchcock (The Girl)
  - Al Pacino - Phil Spector
- 2014[6]
  - Benedict Cumberbatch - Sherlock
  - Chiwetel Ejiofor - Dancing on the Edge
  - Mark Ruffalo - The Normal Heart
  - Martin Freeman - Fargo
  - Billy Bob Thornton - Fargo
  - Idris Elba - Luther
- 2015[7]
  - Richard Jenkins - Olive Kitteridge
  - Adrien Brody - Houdini
  - Ricky Gervais - Derek
  - Timothy Hutton - American Crime
  - David Oyelowo - Nightingale
  - Mark Rylance - Wolf Hall
- 2016[8]
  - Courtney B. Vance - American Crime Story
  - Bryan Cranston - All the Way
  - Benedict Cumberbatch - Sherlock
  - Idris Elba - Luther
  - Cuba Gooding Jr. - American Crime Story
  - Tom Hiddleston - The Night Manager
- 2017[9]
  - Riz Ahmed - The Night Of - Cos'è successo quella notte? (The Night Of)
  - Benedict Cumberbatch - Sherlock
  - Robert De Niro - The Wizard of Lies
  - John Turturro - The Night Of - Cos'è successo quella notte? (The Night Of)
  - Ewan McGregor - Fargo
  - Geoffrey Rush - Genius
- 2018[10]
  - Darren Criss - American Crime Story
  - Antonio Banderas - Genius
  - Benedict Cumberbatch - Patrick Melrose
  - Jesse Plemons - Black Mirror
  - Jeff Daniels - The Looming Tower
  - John Legend - Jesus Christ Superstar Live in Concert
- 2019[11]
  - Jharrel Jerome - When They See Us
  - Mahershala Ali - True Detective
  - Jared Harris - Chernobyl
  - Benicio del Toro - Escape at Dannemora
  - Hugh Grant - A Very English Scandal
  - Sam Rockwell - Fosse/Verdon

### Anni 2020
- 2020
  - Mark Ruffalo - Un volto, due destini - I Know This Much Is True (I Know This Much Is True)
  - Jeremy Pope - Hollywood
  - Jeremy Irons - Watchmen
  - Hugh Jackman - Bad Education
  - Paul Mescal - Normal People
- 2021[12]
  - Ewan McGregor - Halston
  - Hugh Grant - The Undoing - Le verità non dette (The Undoing)
  - Lin-Manuel Miranda - Hamilton
  - Leslie Odom Jr. - Hamilton
  - Paul Bettany - WandaVision
- 2022[13]
  - Michael Keaton - Dopesick - Dichiarazione di dipendenza (Dopesick)
  - Colin Firth - The Staircase - Una morte sospetta (The Staircase)
  - Andrew Garfield - In nome del cielo (Under the Banner of Heaven)
  - Oscar Isaac - Scene da un matrimonio (Scenes from a Marriage)
  - Himesh Patel - Station Eleven
  - Sebastian Stan - Pam & Tommy
- 2023
  - Steven Yeun - Lo scontro (Beef)
  - Taron Egerton - Black Bird
  - Kumail Nanjiani - Ecco a voi i Chippendales (Welcome to Chippendale)
  - Evan Peters - Dahmer - Mostro: la storia di Jeffrey Dahmer (Dahmer - Monster: The Jeffrey Dahmer Story)
  - Daniel Radcliffe - Weird: The Al Yankovic Story
  - Michael Shannon - George & Tammy

## Attori pluripremiati
| Numero di vittorie | Vincitore        | Anni                   |
| ------------------ | ---------------- | ---------------------- |
| 4                  | Laurence Olivier | 1960, 1973, 1975, 1984 |
| 3                  | Peter Ustinov    | 1958, 1967, 1970       |
| 2                  | Fred Astaire     | 1959, 1978             |
| 2                  | Hume Cronyn      | 1990, 1994             |
| 2                  | Peter Falk       | 1962, 1975             |
| 2                  | Hal Holbrook     | 1974, 1976             |
| 2                  | Anthony Hopkins  | 1976, 1981             |
| 2                  | Al Pacino        | 2004, 2010             |
| 2                  | James Woods      | 1987, 1989             |